# Life Is Strange
Cet article concerne la série de jeux vidéo. Pour le premier jeu de la série, voir Life Is Strange (jeu vidéo).
 (août 2018).
Si vous disposez d'ouvrages ou d'articles de référence ou si vous connaissez des sites web de qualité traitant du thème abordé ici, merci de compléter l'article en donnant les références utiles à sa vérifiabilité et en les liant à la section « Notes et références ».
Life Is Strange (littéralement « La vie est étrange »), parfois abrégée LIS, est le nom d'une série de jeux vidéo d'aventure graphique en vue objective se rapprochant du film interactif, créée par Don't Nod Entertainment, développée par Don't Nod Entertainment et Deck Nine et éditée par Square Enix. 
Le premier jeu de la série, Life Is Strange, sort le 29 janvier 2015. Il est suivi de trois suites, d'un spin-off et d'un préquel, Life Is Strange: Before the Storm. 

## Présentation
Life Is Strange tourne autour de Maxine Caulfield, une étudiante en photographie vivant à Arcadia Bay, une petite bourgade fictive de l'Oregon, qui retrouve son amie d'enfance, Chloe Price, et enquête avec elle sur la disparition de Rachel Amber, une étudiante populaire, en utilisant des pouvoir qui lui permettent de remonter dans le temps. 
Life Is Strange: Before the Storm se déroule dans la ville fictive d'Arcadia Bay, située dans l'Oregon, trois ans avant les événements du jeu Life Is Strange. Le jeu met en scène la relation naissante entre deux adolescentes : Chloe Price, protagoniste de l'histoire, et Rachel Amber.
Les Aventures extraordinaires de Captain Spirit, est un jeu qui se déroule à Beaver Creek (en) en Oregon pendant l'hiver, 3 ans après Life is Strange et avant Life is Strange 2. Il raconte l'histoire de Chris Eriksen, un garçon de 9 ans qui explore le monde comme son super-héros imaginaire.
Life Is Strange 2 raconte l'histoire de deux garçons, les frères Diaz. L'aîné, Sean, 16 ans et son petit frère Daniel, 9 ans, ont grandi à Seattle. À la suite d'un incident, ils sont poursuivis par la police à travers les États-Unis jusqu'au Mexique. En 2020 Life Is Strange 2, remporte le Pégase de l'excellence narrative.
Life Is Strange: True Colors sort le 10 septembre 2021. L'histoire est centrée sur Alex Chen, une jeune femme enquêtant sur la mort de son frère, Gabe, tué dans un mystérieux accident, en utilisant des pouvoirs d'empathie.
Life Is Strange: Double Exposure voit le retour de Max Caulfield dix ans après les événements d'Arcadia Bay. Après avoir découvert le corps sans vie de sa nouvelle meilleure amie Safi, Max décide de remonter le temps mais découvre que ses pouvoirs ont évolués et qu'elle peut désormais voyager dans un univers parallèle où Safi est toujours en vie. Elle décide donc de mener l'enquête pour découvrir qui est l'assassin de Safi. Le jeu sort le 29 octobre 2024 pour l'édition stantard et deluxe. L'édition ultime permet de jouer aux deux premiers chapitres dès le 15 octobre 2024.

## Jeux

### Liste des jeux
| Titre                                           | Lieux du scénario                                | Personnages principaux                                                     | Période durant laquelle se déroule le jeu                     | Développement         | Plateformes                                                                           | Date initiale de commercialisation                                        |
| ----------------------------------------------- | ------------------------------------------------ | -------------------------------------------------------------------------- | ------------------------------------------------------------- | --------------------- | ------------------------------------------------------------------------------------- | ------------------------------------------------------------------------- |
| Life Is Strange                                 | Arcadia Bay (ville fictive), Oregon              | Maxine « Max » Caulfield (jouable) Chloé Price                             | du 7 au 11 octobre 2013                                       | Dontnod Entertainment | PlayStation 3, Xbox 360, iOS, MacOS, Android, Linux, Windows, PlayStation 4, Xbox One | de janvier à octobre 2015                                                 |
| Life Is Strange: Before the Storm               | Arcadia Bay (ville fictive), Oregon              | Chloé Price (jouable) Rachel Amber Maxine « Max » (épisode bonus, jouable) | Du 6 mai au 11 mai 2010 (28 septembre 2008, bonus - Farewell) | Deck Nine             | MacOS, Linux, iOS, Windows, PlayStation 4, Xbox One                                   | de août à décembre 2017 (mars 2018, bonus - Farewell)                     |
| Les Aventures extraordinaires de Captain Spirit | Beaver Creek (en), Oregon                        | Christopher « Christ » Eriksen (jouable) Charles Eriksen                   | décembre 2016                                                 | Dontnod Entertainment | Windows, PlayStation 4, Xbox One                                                      | 25 juin 2018                                                              |
| Life Is Strange 2                               | Seattle et Puerto Lobos (ville fictive), Mexique | Sean Diaz (jouable) Daniel Diaz                                            | 28 octobre 2016 à 4 juillet 2017                              | Dontnod Entertainment | Windows, PlayStation 4, Xbox One, Linux, MacOS                                        | septembre 2018 à décembre 2019                                            |
| Life Is Strange: True Colors                    | Haven Springs (ville fictive), Colorado          | Alex Chen (jouable) Stephanie Gingrich « Steph » (épisode bonus, jouable)  | avril à mai 2019 (mars à décembre 2018, bonus - Wavelengths)  | Deck Nine             | Windows, PlayStation 4, PlayStation 5, Xbox One, Xbox Series, Stadia, Nintendo Switch | 9 septembre 2021 (30 septembre 2021, bonus - Wavelengths) 2022 sur Switch |
| Life Is Strange: Double Exposure                | Lakeport (ville fictive), Vermont                | Maxine « Max » Caulfield (jouable) Safiya « Safi » Llewellyn-Fayyad        | du 4 au 8 décembre 2024                                       | Deck Nine             | Windows, PlayStation 5, Xbox Series, Nintendo Switch                                  | 29 octobre 2024                                                           |

### Remastérisation
- Life is Strange Remastered Collection contenant :

| Titre            | Plateformes                                                                           | Date initiale de commercialisation |
| ---------------- | ------------------------------------------------------------------------------------- | ---------------------------------- |
| Life Is Strange  | Windows, PlayStation 5, Xbox Series, Nintendo Switch, PlayStation 4, Xbox One, Stadia | 1er février 2022                   |
| Before the Storm | Windows, PlayStation 5, Xbox Series, Nintendo Switch, PlayStation 4, Xbox One, Stadia | 1er février 2022                   |

### Épisode bonus et extensions
- Life is Strange: True Colors - Deluxe Upgrade (épisode bonus : « Wavelengths »)+ quatre nouvelles tenues inspirées des protagonistes précédents de Life Is Strange pour Alex)
- Life is Strange: True Colors - Alex Outfit Pack (curiosity in red, hit the decks, hiss-story repeating, purple pocket)
- Life is Strange: Before the Storm DLC - Deluxe Upgrade (épisode bonus : « Adieux ») + (tenues Punk Doe, Hawt Dawg Man et Illuminati pour Chloe)
- Life is Strange Remastered Collection 'Zombie Crypt' Outfit  (tenue Zombie Crypt utilisable que dans Life Is Strange: Before the Storm Remastered)

## Chronologie de l'histoire de la série
Chronologie par rapport à l'histoire de la série.

## Autres médias

### Bande dessinée
| numéro           | Date de sortie   | Collection                                                                                    | Auteur       | Illustrateur     | colorisation | pages | Titre original   | Titre en français         |
| Dust             | Dust             | Dust                                                                                          | Dust         | Dust             | Dust         | Dust  | Dust             | Dust                      |
| ---------------- | ---------------- | --------------------------------------------------------------------------------------------- | ------------ | ---------------- | ------------ | ----- | ---------------- | ------------------------- |
| #1               | 14 novembre 2018 | Life Is Strange – Volume 1: Dust version: 22 May 2019 (ISBN 9781785866456)                    | Emma Vieceli | Claudia Leonardi | Andrea Izzo  | 120   | Dust             | L'effet Papillon          |
| #2               | 19 décembre 2018 | Life Is Strange – Volume 1: Dust version: 22 May 2019 (ISBN 9781785866456)                    | Emma Vieceli | Claudia Leonardi | Andrea Izzo  | 112   | Dust             | L'effet Papillon          |
| #3               | 16 janvier 2019  | Life Is Strange – Volume 1: Dust version: 22 May 2019 (ISBN 9781785866456)                    | Emma Vieceli | Claudia Leonardi | Andrea Izzo  | 112   | Dust             | L'effet Papillon          |
| #4               | 20 février 2019  | Life Is Strange – Volume 1: Dust version: 22 May 2019 (ISBN 9781785866456)                    | Emma Vieceli | Claudia Leonardi | Andrea Izzo  | 112   | Dust             | L'effet Papillon          |
| Waves            |                  |                                                                                               |              |                  |              |       |                  |                           |
| #5               | 29 mai 2019      | Life Is Strange – Volume 2: Waves version: 20 November 2019 (ISBN 9781787730885)              | Emma Vieceli | Claudia Leonardi | Andrea Izzo  | 33    | Waves            | Le bruit des Vagues       |
| #6               | 26 juin 2019     | Life Is Strange – Volume 2: Waves version: 20 November 2019 (ISBN 9781787730885)              | Emma Vieceli | Claudia Leonardi | Andrea Izzo  | 31    | Waves            | Le bruit des Vagues       |
| #7               | 24 juillet 2019  | Life Is Strange – Volume 2: Waves version: 20 November 2019 (ISBN 9781787730885)              | Emma Vieceli | Claudia Leonardi | Andrea Izzo  | 32    | Waves            | Le bruit des Vagues       |
| #8               | 21 août 2019     | Life Is Strange – Volume 2: Waves version: 20 November 2019 (ISBN 9781787730885)              | Emma Vieceli | Claudia Leonardi | Andrea Izzo  | 32    | Waves            | Le bruit des Vagues       |
| Strings          |                  |                                                                                               |              |                  |              |       |                  |                           |
| #9               | 16 octobre 2019  | Life Is Strange – Volume 3: Strings version: 8 April 2020 (ISBN 9781787732070)                | Emma Vieceli | Claudia Leonardi | Andrea Izzo  | 34    | Strings          | Les Cordes Sensibles      |
| #10              | 13 novembre 2019 | Life Is Strange – Volume 3: Strings version: 8 April 2020 (ISBN 9781787732070)                | Emma Vieceli | Claudia Leonardi | Andrea Izzo  | 31    | Strings          | Les Cordes Sensibles      |
| #11              | 11 décembre 2019 | Life Is Strange – Volume 3: Strings version: 8 April 2020 (ISBN 9781787732070)                | Emma Vieceli | Claudia Leonardi | Andrea Izzo  | 33    | Strings          | Les Cordes Sensibles      |
| #12              | 15 janvier 2020  | Life Is Strange – Volume 3: Strings version: 8 April 2020 (ISBN 9781787732070)                | Emma Vieceli | Claudia Leonardi | Andrea Izzo  | 34    | Strings          | Les Cordes Sensibles      |
| Partners in Time |                  |                                                                                               |              |                  |              |       |                  |                           |
| #2.1 (#13)       | 14 octobre 2020  | Life Is Strange – Volume 4: Partners in Time Tracksversion: 7 April 2021 (ISBN 9781787734739) | Emma Vieceli | Claudia Leonardi | Andrea Izzo  | 35    | Partners in Time | Partenaires dans le temps |
| #2.2 (#14)       | 18 novembre 2020 | Life Is Strange – Volume 4: Partners in Time Tracksversion: 7 April 2021 (ISBN 9781787734739) | Emma Vieceli | Claudia Leonardi | Andrea Izzo  | 34    | Partners in Time | Partenaires dans le temps |
| #2.3 (#15)       | 16 décembre 2020 | Life Is Strange – Volume 4: Partners in Time Tracksversion: 7 April 2021 (ISBN 9781787734739) | Emma Vieceli | Claudia Leonardi | Andrea Izzo  | 32    | Partners in Time | Partenaires dans le temps |
| #2.4 (#16)       | 20 janvier 2021  | Life Is Strange – Volume 4: Partners in Time Tracksversion: 7 April 2021 (ISBN 9781787734739) | Emma Vieceli | Claudia Leonardi | Andrea Izzo  | 32    | Partners in Time | Partenaires dans le temps |
| Coming Home      |                  |                                                                                               |              |                  |              |       |                  |                           |
| #3.1 (#14)       | 7 juillet 2021   | Life Is Strange – Volume 5: Coming Home Tracksversion: 2 novembre 2021 (ISBN 1787734749)      | Emma Vieceli | Claudia Leonardi | Andrea Izzo  | 112   | Coming Home      | Le retour à la maison     |

### Livre
Life Is Strange Bienvenue à Blackwell Academy est un livre détaillé sur Blackwell Academy et Arcadia Bay, il contient des graffitis, notes, griffonnages, croquis et photographies des étudiants de Blackwell, de Blackwell Academy et d'Arcadia Bay, y compris des contributions des personnages principaux (Max et Chloe) du premier jeu Life Is Strange.
Life Is Strange Bienvenue à Blackwell Academy a le numéro #0 mais ne fait pas partie des bande dessinée Life Is Strange.
| numéro | Date de sortie | Collection      | Auteur       | IIlustration                 | Éditeur     | pages | Titre original               | Titre français                |
| ------ | -------------- | --------------- | ------------ | ---------------------------- | ----------- | ----- | ---------------------------- | ----------------------------- |
| #0     | octobre 2018   | Life is Strange | Matt Forbeck | (illustrations issue du jeu) | Matt Ralphs | 160   | Welcome to Blackwell Academy | Bienvenue à Blackwell Academy |